# Marian Goldschmeding-Vlaar
Marian Goldschmeding-Vlaar is een Nederlands bestuurder en politicus van de PvdA. Van december 2010 tot december 2016 was zij burgemeester van de gemeente Stede Broec.
Hoewel geboren in Drenthe groeide ze op in Alkmaar waar ze aan de hts begon aan de opleiding Weg- en Waterbouwkunde die ze aan de avondschool in Amsterdam afrondde. Daarna werd ze projectleider en adviseur in de geotechniek, later heeft ze bij gemeentewerken in Rotterdam gewerkt en daarna was ze strategisch adviseur bij GeoDelft.
Daarnaast was ze ook actief in de lokale politiek. Zo was ze gemeenteraadslid, en werd ze in januari 2005 wethouder in Oud-Beijerland en vanaf 2006 was ze daar tevens locoburgemeester. Begin 2009 stapte ze daar op na een conflict over een nieuw jongerencentrum. In het najaar van 2010 volgde haar benoeming tot burgemeester van Stede Broec.
In december 2015 heeft zij tijdelijk haar ambt neergelegd voor twee maanden, in verband met de gezondheidstoestand van haar echtgenoot.
Op 23 maart 2016 werd bekend dat Goldschmeding in december 2016, na afloop van haar eerste ambtstermijn, zal aftreden. Willem van Beek heeft haar per 16 december 2016 als waarnemend burgemeester opgevolgd.